# Maestro Stefanone
Maestro Stefanone né à Naples (Campanie) à une date inconnue et mort en 1390, est un peintre italien de la période gothique de l'école napolitaine du XIVe siècle, qui a été actif à Naples.

## Biographie
Maestro Stefanone a fait son apprentissage auprès de Maestro Simone.

## Œuvres
- Madeleine et saint Dominique, panneaux oblongs, Église San Domenico Maggiore, Naples[1].
- Fresques de la chapelle, Église San Giovanni a Carbonara, Naples (commencées par Gennaro di Cola, mort vers 1370)[2].
- Le Couronnement, mariage et autres événements de la vie de la reine Jeanne Ire de Naples, St Martin et St Georges, des Batailles, Église Santa Maria Incoronata (Naples).